# Курино (Рязанская область)
Курино — деревня в Спасском районе Рязанской области. Входит в Собчаковское сельское поселение.

## География
Находится в центральной части Рязанской области на расстоянии приблизительно 17 км запад по прямой от районного центра города Спасск-Рязанский в правобережной части района.

## История
Деревня была отмечена на карте еще 1840 года (тогда Курина). На карте 1850 года показана как поселение с 7 дворами. В 1859 году здесь (тогда деревня Спасского уезда Рязанской губернии) было учтено 14 дворов, в 1897 — 36.

## Население
Численность населения: 127 человек (1859 год), 283 (1897), 75 в 2002 году (русские 88 %), 88 в 2010.